# Ченовац
Ченовац (серб. Ћеновац) — населённый пункт в общине Лебане Ябланичского округа Сербии.

## Население
Согласно переписи населения 2002 года, в селе проживало 423 человека (367 сербов, 55 цыган и 1 лицо другой национальности).
| Численность населения | Численность населения | Численность населения | Численность населения | Численность населения | Численность населения | Численность населения | Численность населения |
| 1948                  | 1953                  | 1961                  | 1971                  | 1981                  | 1991                  | 2002                  | 2011                  |
| --------------------- | --------------------- | --------------------- | --------------------- | --------------------- | --------------------- | --------------------- | --------------------- |
| 347                   | 388                   | 392                   | 398                   | 433                   | 457                   | 423                   | 395                   |

## Религия
Согласно церковно-административному делению Сербской православной церкви, село относится к Первому бошняцкому приходу Ябланичского архиерейского наместничества Нишской епархии.